# Débora Alonso Herrero
Débora Alonso Herrero (Valladolid, 3 de juny de 1974) és una exgimnasta rítmica espanyola, campiona del món en modalitat de conjunts (Atenes 1991) i bicampiona d'Europa (Stuttgart 1992), a més d'assolir altres nombroses medalles amb la selecció nacional de gimnàstica rítmica d'Espanya.
La generació de gimnastes que va integrar és coneguda amb el nom de Las Primeras Chicas de Oro (Les Primeres Noies d'Or).

## Biografia esportiva

### Inicis
Es va iniciar en la gimnàstica rítmica al Club Vallisoletano. A l'octubre de 1989 és convocada per Emilia Boneva per entrar a la selecció nacional de gimnàstica rítmica d'Espanya absoluta en la modalitat de conjunts, de la qual passaria a formar part fins al 1992.

### Etapa a la selecció nacional

#### 1989 - 1990: arribada a l'equip i suplència
Durant el temps que va ser component del conjunt entrenaria unes 8 hores diàries al Gimnàs Moscardón de Madrid, sota les ordres de la pròpia Emilia Boneva i d'Ana Roncero, que des de 1982 eren seleccionadora nacional i entrenadora de conjunts respectivament, i conviuria amb totes les integrants de l'equip en una casa a La Moraleja.
El 1990 Débora no va viatjar a cap competició, sinó que va romandre a Madrid entrenant. De les quatre suplents que hi havia aquest any en el conjunt, només dos podien viatjar a les competicions. El conjunt titular aquest any va ser Beatriz Barral, Lorea Elso, Bito Fuster, Montse Martín, Arancha Marty i Vanesa Muñiz, sent suplents Marta Aberturas i Gemma Royo. Cristina Chapuli també formava part de l'equip, però igual que Alonso no va ser convocada a les competicions d'aquest any.

#### 1991: títol mundial a Atenas
El 1991, Débora va entrar en el conjunt titular. Els dos exercicis d'aquest any van ser el de 6 cintes, i el de 3 pilotes i 3 cordes. El primer tenia com a música «Tango Jalousie», composta per Jacob Gade, mentre que el de pilotes i cordes, usava el tema «Campanas», de Víctor Bombi. Per coreografiar els passos de dansa de l'exercici de 6 cintes es va comptar amb l'ajut de Javier Castillo «Poty», llavors ballarí del Ballet Nacional d'Espanya, tot i que el coreògraf habitual de l'equip era el búlgar Georgi Neykov. Débora va ser operada aquest mateix any al caure-li la vareta d'una cinta en un ull durant un llançament. Prèviament al Mundial, van assolir l'or al torneig de Karlsruhe (per davant de l'URSS i Bulgària) i 3 bronzes en el Gymnastic Màsters de Stuttgart, tots dos a Alemanya.

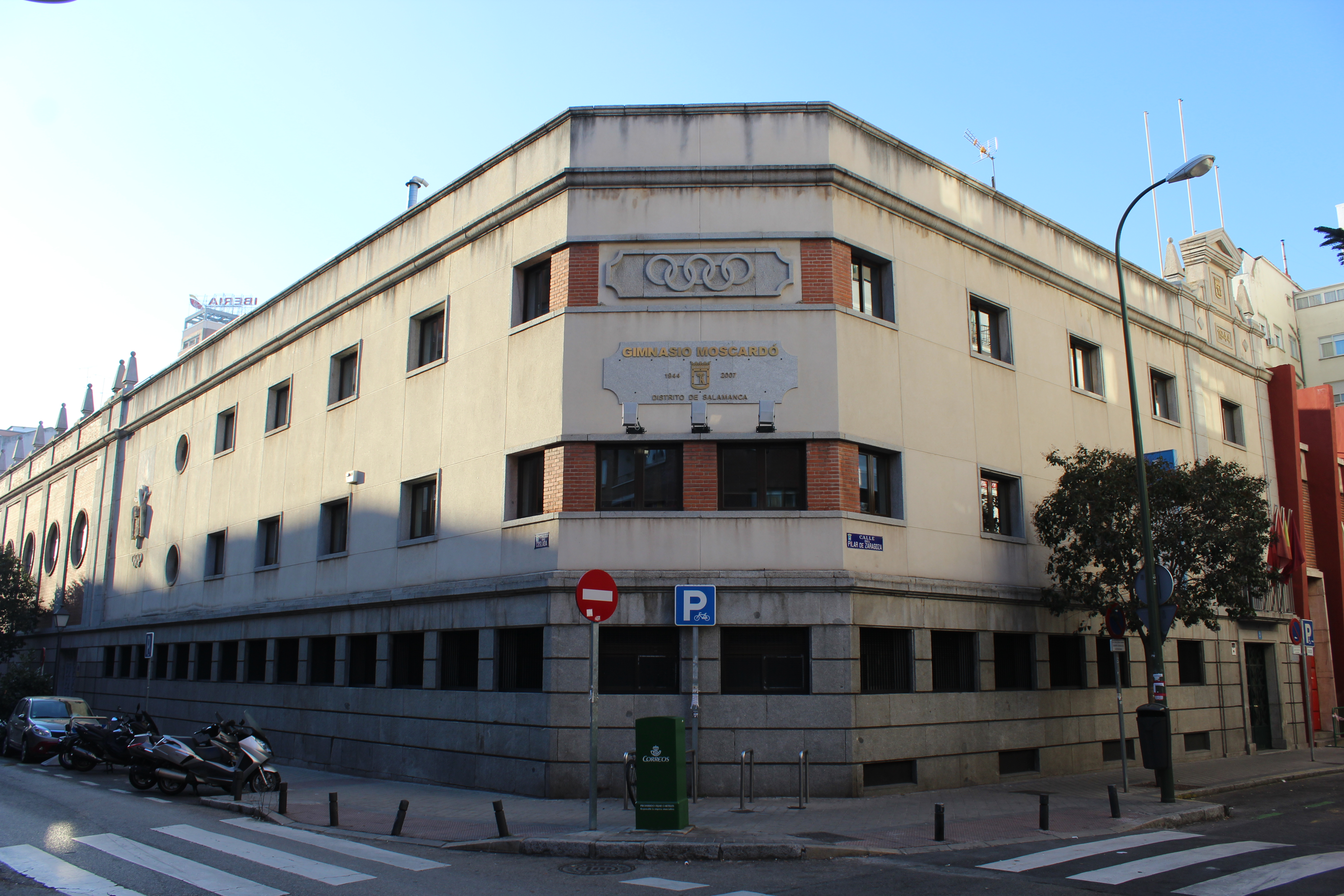
El Gimnàs Moscardón, al districte de Salamanca (Madrid), va ser el lloc d'entrenament de la selecció nacional de gimnàstica rítmica fins al 1997
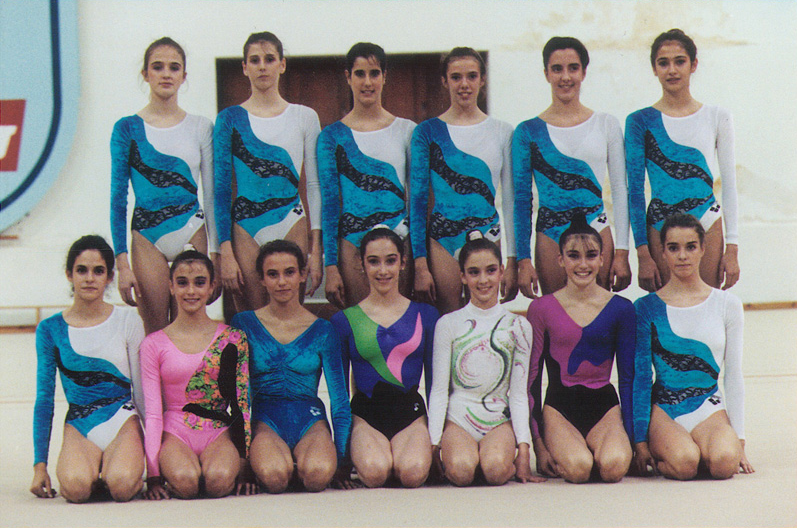
Alonso (dempeus, tercera a la dreta) amb la selecció nacional de gimnàstica rítmica al Gimnàs Moscardón, 1991
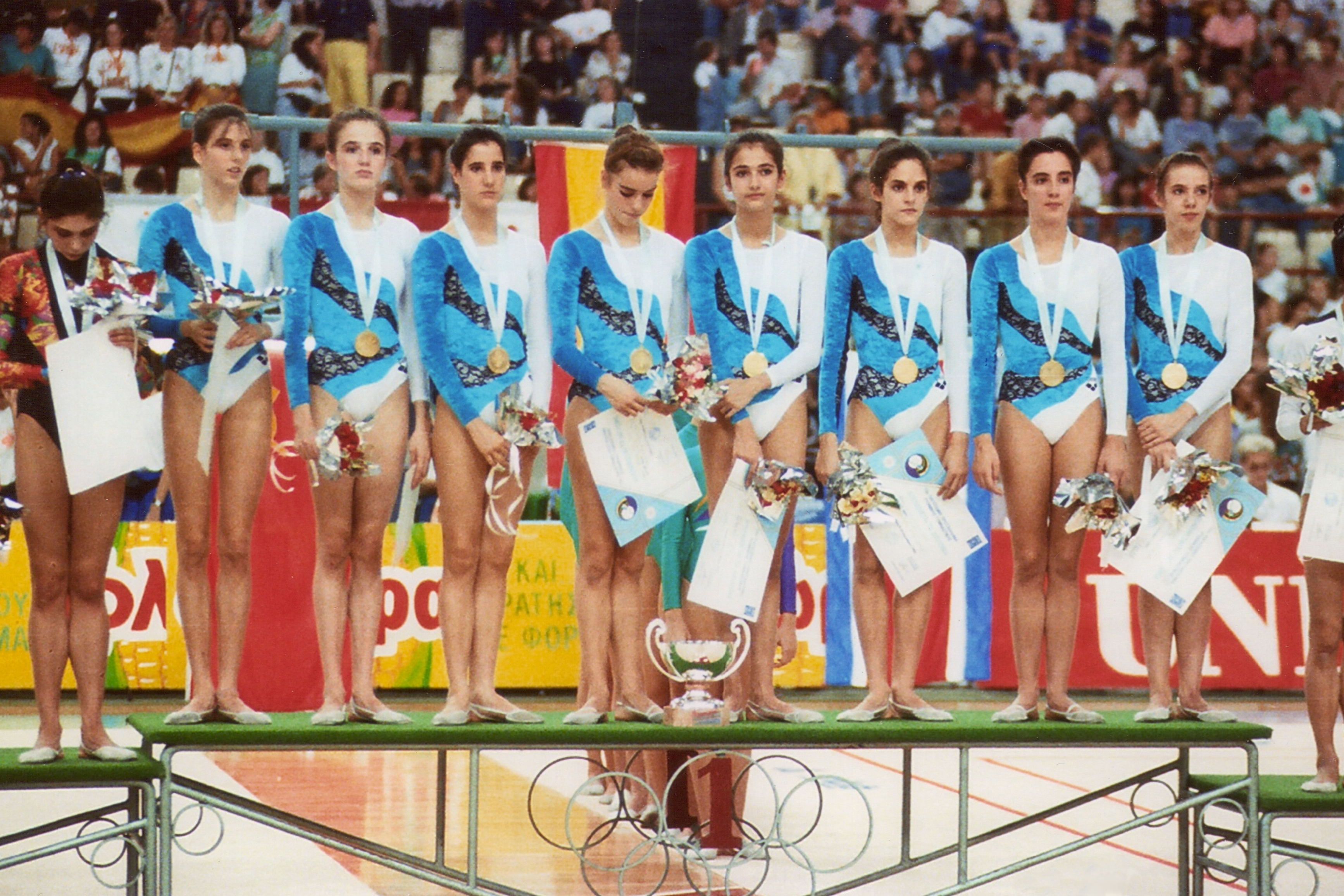
El conjunt espanyol amb l'or al podi del concurs general del Mundial d'Atenas, 1991

El 12 d'octubre de 1991, el conjunt espanyol va assolir la medalla d'or en el concurs general del Campionat del Món de Gimnàstica Rítmica d'Atenas. Aquest triomf va ser qualificat pels mitjans com històric, ja que va ser la primera vegada que Espanya es va proclamar campiona del món de gimnàstica rítmica. A la primera jornada del concurs general havien assolit una puntuació de 19,500 en l'exercici de 3 pilotes i 3 cordes, mentre que en la següent, amb el muntatge de 6 cintes, van obtenir una nota de 19,350 (9,90 en composició i 9,45 en execució). Amb una qualificació total de 38,850, l'equip espanyol va superar en el concurs general a l'URSS per 50 mil·lèsimes, mentre que Corea del Nord va ser bronze. L'endemà, van guanyar la medalla de plata en les dues finals per aparells, la de 6 cintes, i la de 3 pilotes i 3 cordes. Aquestes medalles van ser assolides per Débora junt amb Lorea Elso, Bito Fuster, Isabel Gómez, Montse Martín i Gemma Royo, a més de Marta Aberturas i Cristina Chapuli com a suplents. Aquestes medalles serien narrades per a Espanya per la periodista Paloma del Río a través de La 2 de TVE.
Després d'aquesta consecució, a finals de 1991 realitzarien una gira per Suïssa.

#### 1992: títols europeus a Stuttgart i Mundial de Brussel·les
El 1992, al torneig de Karlsruhe serien plata, i posteriorment van ser convidades a fer una exhibició al torneig de Corbeil-Essonnes. Al juny de 1992, ja amb nous exercicis, van participar en el Campionat Europeu de Stuttgart, on van obtenir la medalla d'or en el concurs general (compartida amb Rússia), a més d'assolir un altre or a la final de 3 pilotes i 3 cordes, i el bronze en 6 cintes. El conjunt estava integrat per Débora, Lorea Elso, Bito Fuster, Isabel Gómez, Montse Martín i Gemma Royo, a més de les recentment incorporades Alicia Martín i Cristina Martínez com a suplents.
No va competir en els Jocs Olímpics de Barcelona perquè llavors els conjunts no eren una modalitat olímpica, encara que sí participaria junt amb la resta de les seves companyes en la cerimònia d'obertura encapçalant la desfilada de les nacions participants.

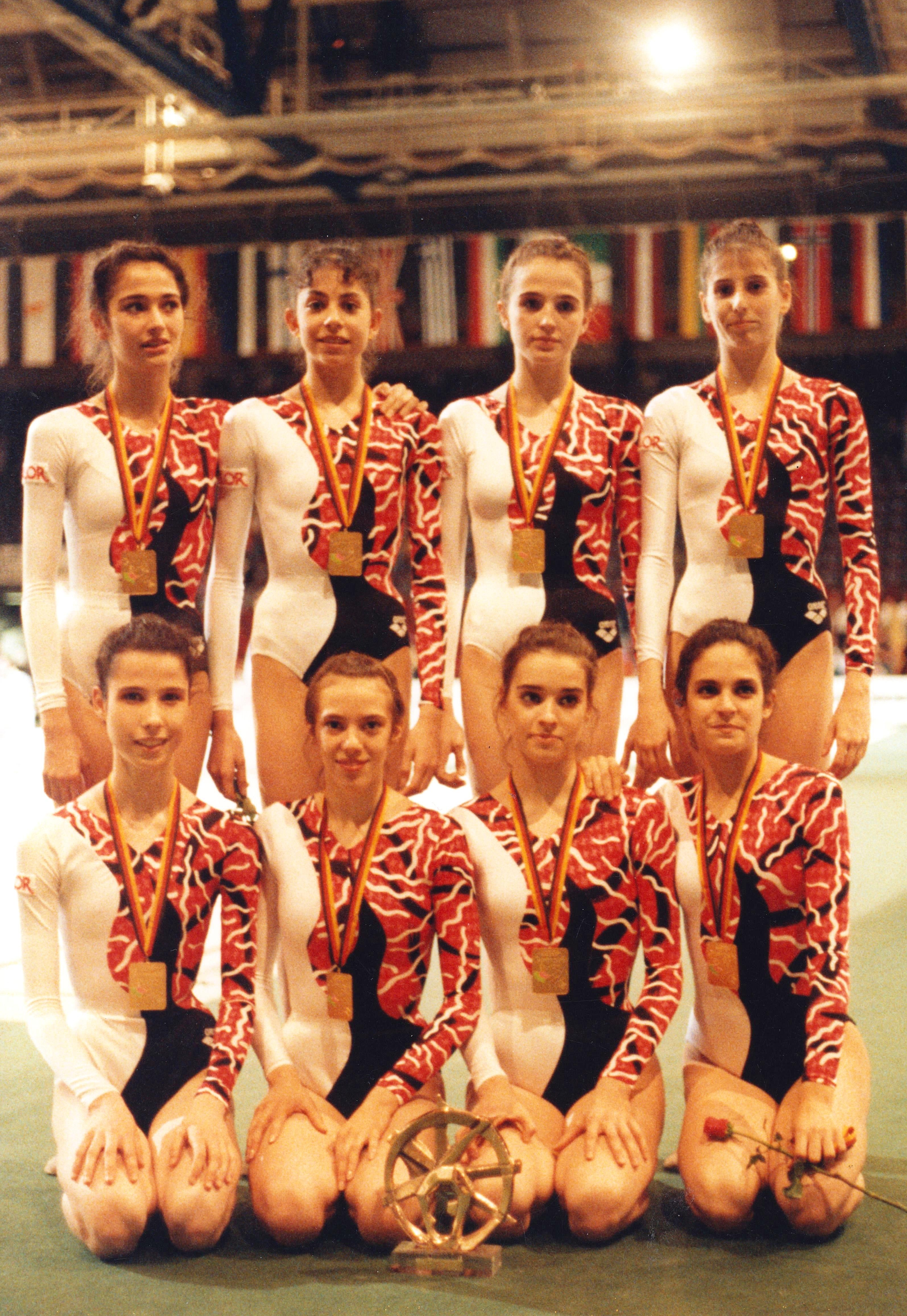
Débora (asseguda, segona a l'esquerra) després de proclamar-se campiona d'Europa a Stuttgart, 1992
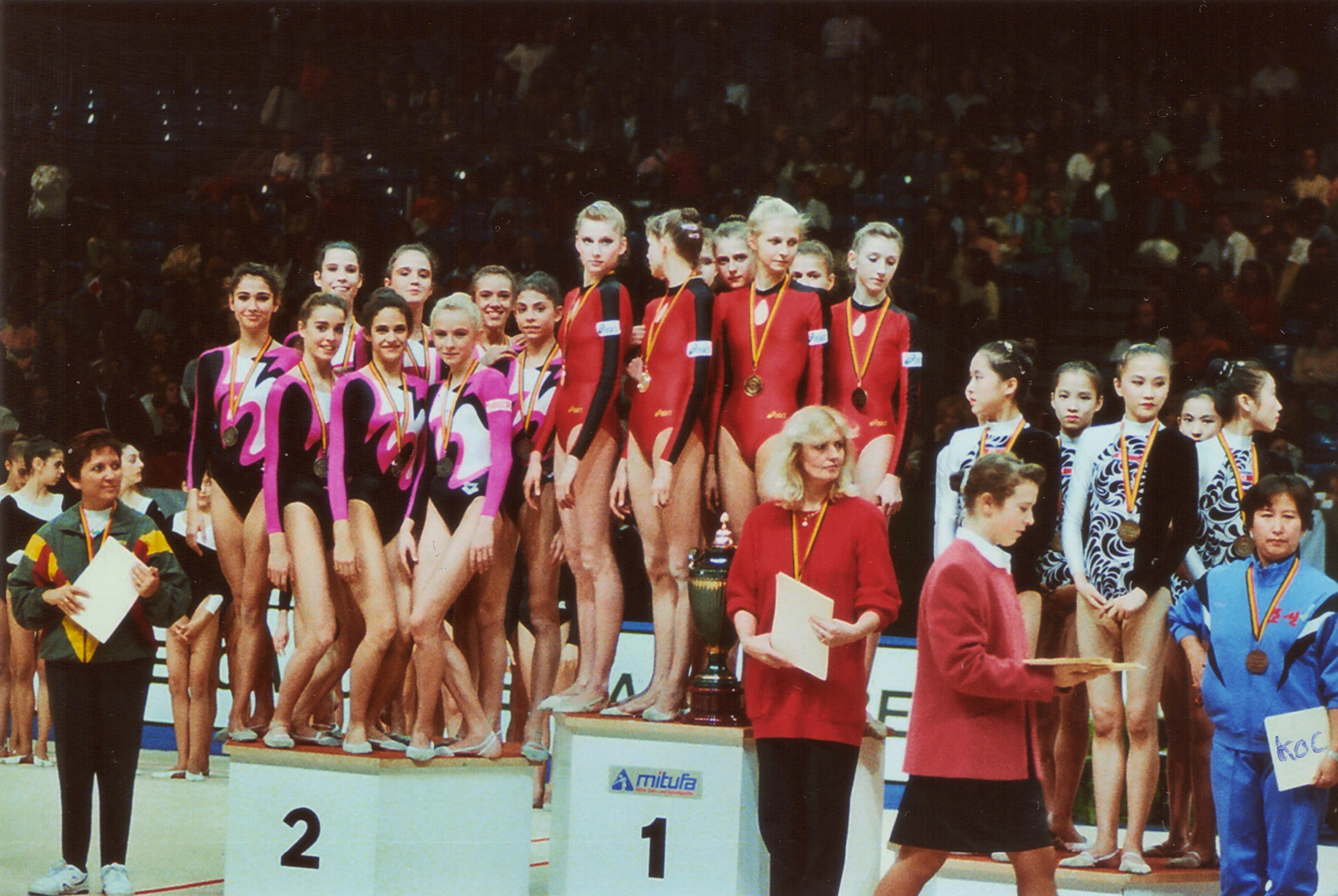
El conjunt espanyol amb la plata al podi del concurs general a Brussel·les, 1992

Poc després van assolir l'or tant a l'Asvo Cup (Àustria) com a la general del torneig Alfred Vogel Cup (Països Baixos), on van ser a més plata en 6 cintes, i or en 3 pilotes i 3 cordes. Les lesions de Bito Fuster i Isabel Gómez, van fer que el conjunt fos reconfigurat per al Campionat Mundial de Brussel·les, quedant ambdues com a suplents i sent substituïdes en la titularitat de tots dos exercicis per Alicia Martín, Cristina Martínez i Bàrbara Plaza, que s'afegirien a Débora, Lorea Elso, Montse Martín i Gemma Royo. En aquesta competició el conjunt obtindria la medalla de plata en el concurs general, quedant-se a només una dècima de poder revalidar el títol mundial que havien assolit l'any anterior. A més, el 22 de novembre van assolir el bronze en 6 cintes i el vuitè lloc en 3 pilotes i 3 cordes.
Després d'aquest Mundial, Débora es retiraria de la competició, igual que faria la resta del sextet titular que havia estat campió del món a Atenes l'any anterior.

### Retirada de la gimnàstica
Es va retirar el 1992, després de disputar el Campionat del Món de Brussel·les. Posteriorment s'ha dedicat a fer classes de gimnàstica de manteniment, aeròbic, balls de saló i gimnàstica rítmica a la localitat de Cervera de Pisuerga (Espanya), on viu amb la seva família.

## Llegat i influència
El conjunt nacional de gimnàstica rítmica de 1991 va assolir al Mundial d'Atenes el primer títol mundial per la rítmica espanyola, assolint en aquesta disciplina imposar-se per primera vegada un país occidental als països de l'Est. A més, seria el primer equip femení espanyol en proclamar-se campió del món en un esport mediàtic. Ressenyes d'aquesta fita apareixen en llibres com Gimnàstica rítmica esportiva: aspectes i evolució (1995) d'Aurora Fernández de la Valle, Enredant en la memòria (2015) de Paloma del Río, i Pinzellades de rítmica (2017) de Montse i Manel Martín.

## Equipaments
| Període     | Proveïdor        |
| ----------- | ---------------- |
| 1989 - 1992 | · Alemanya Arena |

## Música dels exercicis
| Any         | Aparells              | Música                                                                           |
| ----------- | --------------------- | -------------------------------------------------------------------------------- |
| 1990 - 1991 | 3 pilotes i 3 cordes  | «Spain» de Chick Corea, versionada per Michel Camilo i Tomatito.                 |
| 1991 - 1992 | 6 cintes              | «Tango Jalousie», compost per Jacob Gade.                                        |
| 1991        | 3 pilotes i 3 cordes  | «Campanas», de Víctor Bombi.                                                     |
| 1992        | 6 cintes              | «Sevilla», de la Suite española, Op. 47 d'Isaac Albéniz.                         |
| 1992        | 3 pilotes i 3 cordes. | Música del ballet Arraigo de Jerónimo Maesso, creat pel coreògraf Víctor Ullate. |

## Palmarès esportiu

### Selecció espanyola
| 1991 - DTB-Pokal Karlsruhe Or en concurs general - Gymnastic Masters de Stuttgart Bronze en concurs general Bronze en 6 cintes Bronze en 3 pilotes i 3 cordes - Campionat del Món d'Atenas Or en concurs general Plata en 6 cintes Plata en 3 pilotes i 3 cordes 1992 - DTB-Pokal Karlsruhe Plata en concurs general | 1992 (continuació) - Campionat d'Europa de Stuttgart Or en concurs general Bronze en 6 cintes Or en 3 pilotes i 3 cordes - Asvo Cup Oro en concurs general - Alfred Vogel Cup Or en concurs general Plata en 6 cintes Or en 3 pilotes i 3 cordes - Campionat del Món de Brussel·les Plata en concurs general Bronze en 6 cintes 8è lloc en 3 pilotes i 3 cordes |

## Premis, reconeixements i distincions
- Medalla al Mèrit Gimnàstic, atorgada per la Reial Federació Espanyola de Gimnastica (1991)

## Programes de televisió
| Programes de televisió | Programes de televisió | Programes de televisió | Programes de televisió                 |
| ---------------------- | ---------------------- | ---------------------- | -------------------------------------- |
| 1990                   | Camarada Boneva        | La 2 de TVE            | Aparició al reportatge                 |
| 1991                   | De tú a tú             | Antena 3               | Invitada junt amb la resta del conjunt |
| 1991                   | Tele 5 ¿dígame?        | Telecinco              | Invitada junt amb la resta del conjunt |
| 1991                   | VIP Tarde              | Telecinco              | Invitada junt amb la resta del conjunt |